# Zellig Harris
Zellig Sabbettai Harris (23. října 1909 Balta – 22. května 1992 New York) byl americký jazykovědec, odborník na diskurzivní analýzu.
Narodil se v židovské rodině v Podolské gubernii carského Ruska. Jeho bratrem byl imunolog Tzvi N. Harris. Byly mu čtyři roky, když jeho rodina odešla do USA a usadila se ve Filadelfii. V mládí žil v palestinském kibucu, pak vystudoval orientalistiku na Pensylvánské univerzitě. V roce 1946 zde založil první americkou katedru lingvistiky a v roce 1966 získal profesuru. Byl přijat za člena American Philosophical Society a Národní akademie věd Spojených států amerických. 
Zpočátku se věnoval výzkumu semitských jazyků, dizertační práci napsal o staré féničtině. Pak se zaměřil na matematickou lingvistiku a teorii informace, byl zastáncem hypoteticko-deduktivní metody. Vycházel ze strukturalismu a jeho práce ovlivnili především Leonard Bloomfield a Edward Sapir. Při studiu vztahů mezi tvaroslovím a fonetikou Harris vypracoval teorii operátorové gramatiky, podle níž je jazyk samoorganizujícím se systémem. Harrisovými nejznámějšími díly jsou Methods in Structural Linguistics (1951) a A Theory of Language and Information (1991). Přišel s koncepcí transformační gramatiky, kterou později rozpracoval jeho žák Noam Chomsky. Pod Harrisovým vedením studovali také Aravind Joshi, Maurice Gross a Thomas Pynchon. Z Harrisových výzkumů vychází „statistická sémantika“ Warrena Weavera.
Zellig Harris podporoval dělnický sionismus a často pobýval v Mišmar ha-Emek v Izraeli. Své názory na politiku a ekonomiku shrnul roku 1997 v knize The Transformation of Capitalist Society.
Jeho manželkou byla teoretická fyzička Bruria Kaufmanová, členka princetonského týmu Alberta Einsteina. Měl také vztah s lingvistkou Naomi Sagerovou, s niž má dceru Evu, která působí na lékařské fakultě v Berkeley.